# Tommy Björkman
Karl Tommy Björkman, född 16 juni 1934, död 18 juli 2022 i Hammarby distrikt i Upplands Väsby kommun, var en svensk ishockeyspelare. Han spelade i den högsta svenska serien, division 1, åren 1956–1968 och var även landslagsman under säsongerna 1957–1961.
Tommy Björkman var Djurgårdens målvakt i 11 säsonger och vann sex raka svenska mästerskap med Djurgårdens IF åren 1958–1963. Första säsongen i Djurgården 1957-1958 vann Björkman sitt första SM-guld och gjorde sin första landskamp. Under fyra raka säsonger (1958-1959, 1959-1960, 1960-1961, 1961-1962) förlorade inte Djurgården en enda match i varken grundserien (div 1) eller slutspelet (SM-serien). Björkman spelade matchen mellan Frölunda och Djurgården den 8 november 1962 på Nya Ullevi i Göteborg där publikrekordet på 23 192 åskådare stod sig i 47 år. Matchen slutade 3-2 till Frölunda och därmed blev Djurgårdens förlustfria svit under drygt fyra säsonger bruten. Han deltog i VM 1961 som spelades i Schweiz där Tre Kronor kom på fjärde plats.

## Karriär
- 1954–1955 Saltsjöbadens IF Div 2
- 1956–1957 BK Star Div 1
- 1957–1968 Djurgårdens IF Div 1
- 1972–1973 Bollstanäs SK Div 3